# Marjam al-Asturlabijja
Marjam al-Asturlabijja (arab. ‏مريم الأسطرلابية‎) lub Al-Idżlijja bint al-Idżli (arab. ‏العجلية بنت العجلي‎; fl. X w.) – syryjska astronom, konstruktorka astrolabiów. Służyła na dworze władcy Sajda ad-Dauli, znajdującym się w Aleppo. Na jej cześć nazwano planetoidę nr 7060.